# یواس‌اس واتاگا (۱۸۶۴)
یواس‌اس واتاگا (۱۸۶۴) (به انگلیسی: USS Watauga (1864)) یک کشتی بود.